# Агибалов, Лев Иванович
Лев Иванович Агибалов (бел. Леў Іванавіч Агібалаў; род. 14 декабря 1945) — советский и белорусский дизайнер, архитектор, член правления общественного объединения «Белорусский союз дизайнеров», лауреат многочисленных Республиканских и международных конкурсов.
Специализация: дизайн интерьеров, оборудования, арт-дизайн.

## Биография
Лев Иванович Агибалов родился в г. Павлово-на-Оке в СССР. В 1974 году окончил Белорусский государственный театрально-художественный институт. Учился у О. В. Чернышева, И. Я. Герасименко. С 1965 года принимал участие в выставках в Беларуси (Минск, 1965 — золотая медаль ВДНХ БССР), СССР (Москва, 1986), Германии (Штутгарт, 1987). В 1987 году стал членом Белорусского союза дизайнеров, специализируясь на дизайне интерьеров и арт-дизайне. С 2019 года был профессором Международной академии архитектуры (отделение в Москве).
Среди основных работ — интерьеры административных и общественных зданий, дизайн-проекты кабин городского таксофона, оборудования для мобильной торговли, бытовых электроприборов, ассортимента ножниц.

## Основные работы
- Салон зеркал и стекла «Гранд Стиль Интерьер»
- Салон светильников «Сиреневая луна»
- Салон мебели «Нью студио»
- Салон Стеклолюкс
- Салон GLIVI интерьер[3]
- Инновационный проект TAMAGO